# NGC 3515
NGC 3515 este o radiogalaxie situată în constelația Leul Mic. A fost descoperită în 20 aprilie 1882 de către Édouard Stephan⁠(d).